# Греблешть (Румунія)
Греблешть, Греблешті (рум. Greblești) — село у повіті Вилча в Румунії. Входить до складу комуни Кийнень.
Село розташоване на відстані 181 км на північний захід від Бухареста, 41 км на північ від Римніку-Вилчі, 133 км на північ від Крайови, 103 км на захід від Брашова.

## Населення
За даними перепису населення 2002 року у селі проживала 951 особа, з них 950 осіб (99,9%) румунів. Усі жителі села рідною мовою назвали румунську.